# 대한민국 건설부
건설부(建設部, Ministry of Works)는 국민 경제의 효율적 운용을 위한 종합적 계획의 수립과 그 실시와 관리·조정 및 국내에 주재하는 외국 또는 국제 경제 기관과의 경제 조정에 관한 사무를 관장하는 대한민국의 옛 중앙행정기관이다. 1961년 5월 29일 부흥부를 개편하여 발족하였으며 1961년 7월 22일 국토건설청으로 개편되면서 폐지되었다. 이후 1962년 6월 18일 국토건설청을 폐지하고 재건하였으며 1994년 12월 23일 교통부와 통합하여 건설교통부로 개편되면서 폐지되었다.

## 설치 근거 및 소관 업무
- 국민경제의 효율적 운용을 위한 종합적 계획의 수립과 그 실시의 관리조정에 관한 사항[1]
- 국토 및 수자원의 보전·이용·개발·개조와 도시·도로·항만(어항시설관계를 제외한다)·하천·간척(농업을 목적으로 하는 간척을 제외한다)과 주택건축에 관한 사무[2]

## 연혁
- 1961년 5월 29일 - 부흥부를 폐지하고 건설부를 신설.
- 1961년 7월 22일 - 건설부를 폐지하고 경제기획원의 외청으로 국토건설청을 신설.
- 1962년 6월 18일 - 국토건설청을 폐지하고 건설부를 재설치.
- 1994년 12월 23일 - 교통부와 통합하여 건설교통부로 개편.

## 조직
| - 감사관 ( 1977.09 ~ 1994.12 ) - 강원도지방국토관리청 ( 1975.06 ~ 1979.06 ) - 건설경제국 ( 1990.03 ~ 1994.12 ) - 건설공무원교육원 ( 1983.09 ~ 1994.12 ) - 건설공무원교육원 ( 1963.07 ~ 1974.10 ) - 건설기술국 (1994.05 ~ 1994.12 ) - 건설진흥국 ( 1981.11 ~ 1990.03 ) - 경상북도지방국토관리청 ( 1975.06 ~ 1979.06 ) - 공보관 ( 1973.03 ~ 1994.12 ) - 관리국 ( 1962.06 ~ 1981.11 ) - 광주지방국토관리청 ( 1979.06 ~ 1983.12 ) - 국립건설시험소 ( 1983.09 ~ 1994.12 ) - 국립건설연구소 ( 1968.07 ~ 1983.09 ) - 국립지리원 ( 1974.10 ~ 1994.12 ) | - 국토계획국 ( 1968.07 ~ 1994.12 ) - 금강홍수통제소 ( 1990.08 ~ 1994.12 ) - 기술관리관 ( 1990.03 ~ 1994.05 ) - 기술관리관(건설기계담당)실 ( 1990.03 ~ 1994.05 ) - 기술관리관(기술감리담당)실 ( 1990.03 ~ 1994.05 ) - 기술관리관(기술심의담당)실 ( 1990.03 ~ 1994.05 ) - 기술관리관(기술진흥담당)실 ( 1990.03 ~ 1994.05 ) - 기술관리실 ( 1983.09 ~ 1990.03 ) - 기획관리실 ( 1970.01 ~ 1994.12 ) - 낙동강홍수통제소 ( 1987.03 ~ 1994.12 ) - 대구지방국토관리청 ( 1979.06 ~ 1981.11 ) - 대전지방국토관리청 ( 1979.06 ~ 1994.12 ) - 도로국 ( 1968.07 ~ 1994.12 ) - 도시국 ( 1976.12 ~ 1994.12 ) | - 부산지방국토관리청 ( 1975.06 ~ 1994.12 ) - 비상계획관 ( 1987.12 ~ 1994.12 ) - 상하수도국 ( 1984.12 ~ 1994.12 ) - 서울지방국토관리청 ( 1975.06 ~ 1994.12 ) - 섬진강홍수통제소 ( 1990.01 ~ 1994.12 ) - 수자원국 ( 1962.06 ~ 1994.12 ) - 신도시건설기획관 ( 1990.03 ~ 1994.05 ) - 신도시건설기획관(건축담당)실 ( 1990.03 ~ 1994.05 ) - 신도시건설기획관(기획담당)실 ( 1990.03 ~ 1994.05 ) - 신도시건설기획관(시설담당)실 ( 1990.03 ~ 1994.05 ) - 신도시건설기획관(택지담당)실 ( 1990.03 ~ 1994.05 ) | - 신도시건설기획실 ( 1989.07 ~ 1990.03 ) - 영남국토건설국 ( 1963.09 ~ 1975.06 ) - 영산강홍수통제소 ( 1991.09 ~ 1994.12 ) - 원주지방국토관리청 ( 1979.06 ~ 1994.12 ) - 이리지방국토관리청 ( 1979.06 ~ 1994.12 ) - 전라남도국토관리청 ( 1975.06 ~ 1979.06 ) - 전라북도지방국토관리청 ( 1975.06 ~ 1979.06 ) - 제주개발건설사무소 ( 1979.06 ~ 1994.12 ) - 제주개발특별건설국 ( 1973.12 ~ 1974.06 ) - 제주도지방국토관리청 ( 1975.06 ~ 1979.06 ) - 제주특별건설국 ( 1974.06 ~ 1975.06 ) - 주택국 ( 1976.12 ~ 1994.12 ) - 중부국토건설국 ( 1965.05 ~ 1975.06 ) - 중앙국토건설국 ( 1963.09 ~ 1965.05 ) | - 중앙장비관리사무소 ( 1975.06 ~ 1994.12 ) - 중앙토지수용위원회 ( 1963.04 ~ 1994.12 ) - 지가조사국 ( 1990.01 ~ 1994.05 ) - 총무과 ( 1962.06 ~ 1994.12 ) - 충청남도지방국토관리청 ( 1975.06 ~ 1979.06 ) - 충청북도지방국토관리청 ( 1975.06 ~ 1979.06 ) - 태백산국토건설국 ( 1963.09 ~ 1975.06 ) - 태백산지역국토건설국 ( 1961.10 ~ 1962.02 ) - 토지국 ( 1979.06 ~ 1994.12 ) - 한강홍수통제소 ( 1977.09 ~ 1994.12 ) - 항만시설국 ( 1968.07 ~ 1976.03 ) - 해외건설국 ( 1983.09 ~ 1990.03 ) - 해외국 ( 1976.08 ~ 1981.11 ) - 호남국토건설국 ( 1963.09 ~ 1975.06 ) |

## 역대 장·차관

### 건설부 장관
| 정부        | 대수 | 이름           | 임기                              | 출신지                     | 출신학교          | 비고                        |
| ----------- | ---- | -------------- | --------------------------------- | -------------------------- | ----------------- | --------------------------- |
| 제 2 공화국 | 초대 | 박기석(朴基錫) | 1961년 5월 20일 ~ 1961년 6월 22일 | 평남 평양 (현 평남과 분리) | 육사              | 원호처장                    |
| 제 2 공화국 | 2대  | 신태환(申泰煥) | 1961년 6월 22일 ~ 1961년 7월 22일 | 경기 인천 (현 경기와 분리) | 일본 히토쓰바시대 | 서울대 총장&국토통일원 장관 |

| 정부        | 대수           | 이름                               | 임기                                | 출신지                   | 출신학교                                                                                      | 비고                                                                                                |
| ----------- | -------------- | ---------------------------------- | ----------------------------------- | ------------------------ | --------------------------------------------------------------------------------------------- | --------------------------------------------------------------------------------------------------- |
| 제 2 공화국 | 초대           | 박임항(朴林恒)                     | 1962년 6월 18일 ~ 1963년 3월 11일   | 함남 홍원                | 육사                                                                                          | 국방연구원장                                                                                        |
| 제 2 공화국 | 서리           | 조성근(趙性瑾)                     | 1963년 3월 11일 ~ 1963년 3월 16일   | 경남 사천                | 육사                                                                                          | 국토건설청장&건설부 차관                                                                            |
| 제 2 공화국 | 2대            | 조성근(趙性瑾)                     | 1963년 3월 16일 ~ 1963년 12월 17일  | 경남 사천                | 육사                                                                                          | 국토건설청장&건설부 차관                                                                            |
| 제 3 공화국 | 3대            | 정낙은(鄭樂殷)                     | 1963년 12월 17일 ~ 1964년 5월 11일  | 한양 (현 서울)           | 일본 도쿄대                                                                                   | 기계금속시험연구소장                                                                                |
| 제 3 공화국 | 4대            | 전예용(全禮鎔)                     | 1964년 5월 11일 ~ 1966년 12월 27일  | 한양 (현 서울)           | 일본 규슈대                                                                                   | 서울특별시 부시장&신민주공화당 상임고문&한국은행 총재&국제법학회장                                  |
| 제 3 공화국 | 5대            | 김윤기(金允基)                     | 1966년 12월 27일 ~ 1967년 10월 3일  | 전북 김제                | 일본 와세다대                                                                                 | 교통부 차관&교통부 장관&무임소 장관&대한축구협회장&한국건축가협회장                                 |
| 제 3 공화국 | 6대            | 주원(朱源)                         | 1967년 10월 3일 ~ 1969년 2월 17일   | 함남                     | 일본 도쿄대                                                                                   | |
| 제 3 공화국 | 7대            | 이한림(李翰林)                     | 1969년 2월 17일 ~ 1971년 6월 4일    | 함남 안변                | 일본 육사                                                                                     | 육사 교장&주 터키 대사&주 오스트레일리아 대사&한국관광공사 사장                                     |
| 제 3 공화국 | 8대            | 태완선(太完善)                     | 1971년 6월 4일 ~ 1972년 1월 4일     | 경남 하동                | 서울대                                                                                        | 상공부 장관&경제부총리&제2·5·10대 국회의원&유신정우회장&대한상공회의소 회장&대한석탄공사 이사장     |
| 제 3 공화국 | 9대            | 장예준(張禮準)                     | 1972년 1월 4일 ~ 1973년 12월 3일    | 황해 봉산                | 서울대                                                                                        | 경제기획원 차관&상공부 장관&동력자원부 장관&주 사우디아라비아 대사&국민은행 이사장&대한건설진흥회장 |
| 제 4 공화국 | 9대            | 장예준(張禮準)                     | 1972년 1월 4일 ~ 1973년 12월 3일    | 황해 봉산                | 서울대                                                                                        | 경제기획원 차관&상공부 장관&동력자원부 장관&주 사우디아라비아 대사&국민은행 이사장&대한건설진흥회장 |
| 10대        | 이낙선(李洛善) | 1973년 12월 3일 ~ 1974년 9월 18일  | 경북 안동                           | 동아대                   | 국세청장&상공부 장관                                                                          | |
| 11대        | 김재규(金載圭) | 1974년 9월 18일 ~ 1976년 12월 4일  | 경북 선산 (현 경북 구미)            | 육사                     | 중앙정보부 차장&중앙정보부장&제9대 국회의원&호남비료 사장                                     | |
| 12대        | 신형식(申泂植) | 1976년 12월 4일 ~ 1978년 12월 22일 | 전남 고흥                           | 미국 미주리대            | 무임소 장관&제6·8·9·10대 국회의원                                                             | |
| 13대        | 고재일(高在一) | 1978년 12월 22일 ~ 1979년 12월 4일 | 전남 제주 (현 제주 제주)            | 건국대                   | 국세청장&조달청장&전매청장                                                                    | |
| 14대        | 최종완(崔鍾浣) | 1979년 12월 14일 ~ 1980년 9월 2일  | 강원 강릉                           | 서울대                   | 강원도지사&공업진흥청장&과학기술처 장관                                                       | |
| 15대        | 김주남(金周南) | 1980년 9월 2일 ~ 1982년 1월 4일    | 강원 강릉                           | 서울대                   | 경기도지사&경제기획원 차관보&건설부 차관&해외개발공사 이사장&한국도로공사 이사장              | |
| 15대        | 김주남(金周南) | 1980년 9월 2일 ~ 1982년 1월 4일    | 강원 강릉                           | 서울대                   | 경기도지사&경제기획원 차관보&건설부 차관&해외개발공사 이사장&한국도로공사 이사장              | 제 5 공화국                                                                                         |
| 16대        | 김종호(金宗鎬) | 1982년 1월 4일 ~ 1983년 10월 15일  | 전남 광양                           | 서울대                   | 전라남도지사                                                                                  | |
| 17대        | 김성배(金聖培) | 1983년 10월 15일 ~ 1986년 1월 8일  | 강원 강릉                           | 미국 버밍엄대            | 강원도지사&경상북도지사&서울특별시장&한국양회공업협회장                                       | |
| 18대        | 이규효(李圭孝) | 1986년 1월 8일 ~ 1987년 12월 15일  | 경남 고성                           | 서울대                   | 경남도지사&건설부 주택도시국장·기획관리실장&내무부 차관&건설부 차관&국립공원협회장            | |
| 19대        | 최동섭(崔同燮) | 1987년 12월 15일 ~ 1988년 12월 5일 | 전북 남원                           | 서울대                   | 총무처 행정조사연구실장&소청심사위원회 위원장                                                 | |
| 19대        | 최동섭(崔同燮) | 1987년 12월 15일 ~ 1988년 12월 5일 | 전북 남원                           | 서울대                   | 총무처 행정조사연구실장&소청심사위원회 위원장                                                 | 노태우 정부                                                                                         |
| 20대        | 박승(朴昇)     | 1988년 12월 5일 ~ 1989년 7월 19일  | 전북 김제                           | 서울대                   | 중앙대 교수&대통령비서실 경제수석비서관&한국은행 총재&대한주택공사 이사장&한국경제학회장      | |
| 21대        | 권영각(權寧珏) | 1989년 7월 19일 ~ 1990년 9월 19일  | 경북 안동                           | 육군대                   | 국방부 차관&한국주택공사 사장                                                                 | |
| 22대        | 이상희(李相熙) | 1990년 9월 19일 ~ 1991년 2월 18일  | 경북 성주                           | 고려대                   | 경상북도지사&산림청장&내무부 장관                                                             | |
| 23대        | 이진설(李鎭卨) | 1991년 2월 18일 ~ 1991년 12월 19일 | 경북 선산 (현 경북 구미)            | 서울대                   | 서울산업대 총장&대통령비서실 경제수석비서관&건설부 차관&경제기획원 차관&공정거래위원회 위원장 | |
| 24대        | 서영택(徐榮澤) | 1991년 12월 19일 ~ 1993년 2월 25일 | 경북 대구 (현 경북과 분리)          | 서울대                   | 국세청장&한국국제조세협회 이사장                                                              | |
| 문민 정부   | 25대           | 허재영(許在榮)                     | 1993년 2월 26일 ~ 1993년 3월 8일    | 전북 순창                | 고려대                                                                                        | 건설부 도시국장·기획관리실장&국토개발연구원장                                                       |
| 문민 정부   | 26대           | 고병우(高炳佑)                     | 1993년 3월 8일 ~ 1993년 12월 21일   | 전북 군산                | 서울대                                                                                        | 대통령비서실 경제수석비서관&한국증권거래소 이사장&쌍용투자증권 사장&동아건설 회장&한국경연인협회장  |
| 문민 정부   | 27대           | 김우석(金佑錫)                     | 1993년 12월 21일 ~ 1994년 12월 23일 | 경남 진해 (현 경남 창원) | 동아대                                                                                        | 내무부 장관&제13대 국회의원                                                                         |

### 건설부 차관
| 정부        | 대수 | 이름           | 임기                              | 출신지    | 출신학교    | 비고                        |
| ----------- | ---- | -------------- | --------------------------------- | --------- | ----------- | --------------------------- |
| 제 2 공화국 | 초대 | 차균희(車均禧) | 1961년 5월 20일 ~ 1961년 7월 22일 | 평북 의주 | 일본 도쿄대 | 경제기획원 차관&농림부 차관 |

| 정부        | 대수           | 이름                               | 임기                              | 출신지                   | 출신학교 | 비고                                                                                              |
| ----------- | -------------- | ---------------------------------- | --------------------------------- | ------------------------ | --- | ------------------------------------------------------------------------------------------------- |
| 제 2 공화국 | 초대           | 조성근(趙性瑾)                     | 1962년 6월 18일 ~ 1963년 3월 11일 | 경남 사천                | 육사 | 국토건설청장&건설부 장관                                                                          |
| 제 2 공화국 | 2대            | 안경모(安京模)                     | 1963년 3월 19일 ~ 1964년 7월 9일  | 황해 벽성                | 일본 도쿠시마대 | 건설부 국토건설국장·울산개발계획본부장&교통부 장관&한국수자원개발공사 사장&산업기지개발공사 사장  |
| 제 3 공화국 | 2대            | 안경모(安京模)                     | 1963년 3월 19일 ~ 1964년 7월 9일  | 황해 벽성                | 일본 도쿠시마대 | 건설부 국토건설국장·울산개발계획본부장&교통부 장관&한국수자원개발공사 사장&산업기지개발공사 사장  |
| 3대         | 최종성(崔鍾聲) | 1964년 7월 9일 ~ 1969년 3월 14일   | 충남 보령                         | 육군대학                 | 건설부 기획관리실장&제8대 국회의원                                                                                     |                                                                                                   |
| 4대         | 김원기(金元基) | 1969년 3월 14일 ~ 1970년 10월 26일 | 충남 당진                         | 고려대                   | 재무부 차관&재무부 장관&경제부총리&국가보위비상대책위원회 위원&한국산업은행 총재&한국도로공사 이사장&대한수영연맹 회장 |                                                                                                   |
| 5대         | 이재설(李載卨) | 1970년 10월 26일 ~ 1972년 1월 4일  | 경기 경성 (현 서울)               | 서울대                   | 재무부 차관&농수산부 장관&체신부 장관                                                                                  |                                                                                                   |
| 6대         | 정재석(丁渽錫) | 1972년 1월 4일 ~ 1974년 10월 25일  | 전북 장수                         | 서울대                   | 경제기획원 차관&교통부 장관&상공부 장관&경제부총리                                                                     |                                                                                                   |
| 6대         | 정재석(丁渽錫) | 1972년 1월 4일 ~ 1974년 10월 25일  | 전북 장수                         | 서울대                   | 경제기획원 차관&교통부 장관&상공부 장관&경제부총리                                                                     | 제 4 공화국                                                                                       |
| 7대         | 김주남(金周南) | 1974년 10월 25일 ~ 1980년 1월 17일 | 강원 강릉                         | 서울대                   | 경기도지사&경제기획원 차관보&건설부 장관&해외개발공사 이사장&한국도로공사 이사장                                       |                                                                                                   |
| 8대         | 최석원(崔錫元) | 1980년 1월 17일 ~ 1980년 7월 9일   | 경남 김해                         | 서울대                   | 부산직할시장&노동청장&내무부 치안국장                                                                                  |                                                                                                   |
| 9대         | 이규효(李圭孝) | 1980년 7월 15일 ~ 1982년 5월 24일  | 경남 고성                         | 서울대                   | 경상남도지사&건설부 주택도시국장·기획관리실장&내무부 차관&건설부 장관&국립공원협회장                                   |                                                                                                   |
| 9대         | 이규효(李圭孝) | 1980년 7월 15일 ~ 1982년 5월 24일  | 경남 고성                         | 서울대                   | 경상남도지사&건설부 주택도시국장·기획관리실장&내무부 차관&건설부 장관&국립공원협회장                                   | 제 5 공화국                                                                                       |
| 10대        | 서상철(徐相喆) | 1982년 5월 24일 ~ 1982년 6월 24일  | 충남 홍성                         | 미국 클라크대            | 고려대 교수&동력자원부 장관                                                                                            |                                                                                                   |
| 11대        | 이관영(李寬永) | 1982년 6월 26일 ~ 1986년 1월 13일  | 충북 청주                         | 육사                     | 전주지방국토관리청장&건설부 국토계획국장·관리국장·기획관리실장&대한석탄공사 이사장                                     |                                                                                                   |
| 12대        | 이형구(李炯九) | 1986년 1월 13일 ~ 1988년 3월 3일   | 충남 청양                         | 서울대                   | 경제기획원 차관&노동부 장관                                                                                            |                                                                                                   |
| 노태우 정부 | 13대           | 김한종(金漢鍾)                     | 1988년 3월 4일 ~ 1989년 7월 20일  | 경남 사천                | 부산대 | 건설부 관리국장·토지국장·주택국장·기획관리실장&한국고속철도건설공단 이사장                        |
| 노태우 정부 | 14대           | 이진설(李鎭卨)                     | 1989년 7월 20일 ~ 1990년 3월 19일 | 경북 선산 (현 경북 구미) | 서울대 | 서울과학기술대 총장&대통령비서실 경제수석비서관&경제기획원 차관&건설부 장관&공정거래위원회 위원장 |
| 노태우 정부 | 15대           | 김대영(金大泳)                     | 1990년 3월 19일 ~ 1991년 2월 18일 | 황해 안악                | 연세대 | 통계청장&대한주택공사 사장&해외건설협회장                                                         |
| 노태우 정부 | 16대           | 이상룡(李相龍)                     | 1991년 2월 18일 ~ 1993년 3월 3일  | 강원 홍천                | 고려대 | 강원도지사&내무부 기획관리실장&노동부 장관&국토연구원장                                           |
| 문민 정부   | 17대           | 이건영(李建榮)                     | 1993년 3월 4일 ~ 1993년 9월 7일   | 경기 용인                | 서울대 | 국토개발연구원장                                                                                  |
| 문민 정부   | 18대           | 유상열(柳常悅)                     | 1993년 9월 7일 ~ 1994년 12월 23일 | 충북 청주                | 서울대 | 건설부 주택국장·토지국장·국토계획국장·제1차관보&한국고속철도건설공단 이사장&대한건설진흥회장      |